# Julia Sawalha
Julia Sawalha, née le 9 septembre 1968, est une actrice britannique. Elle est la fille de l'acteur Nadim Sawalha (en), et la sœur de l'actrice Nadia Sawalha (en). Elle est particulièrement connue pour ses rôles de Saffron Monsoon dans Absolutely Fabulous, de Lynda Day, rédactrice de The Junior Gazette dans Press Gang, et de Lydia Bennet dans Orgueil et Préjugés (Pride and Prejudice), le téléfilm de 1995 de la BBC. Elle tient depuis 2008 le rôle de Dorcas Lane dans la série historique (costume drama) de la BBC, Lark Rise to Candleford.

## Filmographie
| Année | Film                                                | Rôle                              | Notes                                                        |
| ----- | --------------------------------------------------- | --------------------------------- | ------------------------------------------------------------ |
| 1981  | Keep It in the Family                               | Rôle de figurante                 | (non créditée)                                               |
| 1982  | The Pirates of Penzance                             | La fille                          | (non créditée)                                               |
| 1982  | Fame Is the Spur                                    | Amy                               | Série télévisée (1 épisode: Episode 1.2)                     |
| 1982  | Educating Marmalade                                 | La bonne fille                    | Série télévisée (4 épisodes)                                 |
| 1988  | Inspecteur Morse                                    | Rachel                            | Série télévisée (1 épisode : Last Seen Wearing)              |
| 1989  | Press Gang (1989-1993)                              | Lynda Day/La jeune Katherine Hill | Série télévisée (43 épisodes)                                |
| 1990  | Spatz                                               | Chloe Fairbanks                   | Série télévisée (1 épisode : The Sound of Muzak)             |
| 1991  | El C.I.D.                                           | Trudy                             | Série télévisée (1 épisode : Thursday's Child)               |
| 1991  | Buddy's Song                                        | Kelly                             |                                                              |
| 1991  | Casualty                                            | Nikki Watson                      | Série télévisée (1 épisode : Living In Hope)                 |
| 1991  | Second Thoughts (1991-1994)                         | Hannah Grayshot                   | Série télévisée (47 épisodes)                                |
| 1992  | Bottom                                              | Veronica Head                     | Série télévisée (1 épisode : Parade)                         |
| 1992  | Absolutely Fabulous (1992-2012)                     | Saffron Monsoon                   | Série télévisée (39 épisodes)                                |
| 1994  | Les Règles de l'art                                 | Joanna Whymark                    | Série télévisée (1 épisode : Double-Edged Sword)             |
| 1994  | Keeper                                              | Alison                            | Court métrage télévisé                                       |
| 1994  | Martin Chuzzlewit                                   | Mercy Pecksniff                   | Série télévisée (6 épisodes)                                 |
| 1995  | Au beau milieu de l'hiver                           | Nina Raymond (Ophelia)            |                                                              |
| 1995  | Orgueil et Préjugés (Pride and Prejudice)           | Lydia Bennet                      | Minisérie télévisée (6 épisodes)                             |
| 1995  | Faith in the Future (1995-1998)                     | Hannah Grayshot                   | Série télévisée (22 épisodes)                                |
| 1996  | French and Saunders                                 |                                   | Série télévisée (1 épisode : Baywatch)                       |
| 1996  | Les Contes de la crypte                             | Teresa                            | Série télévisée (1 épisode: "The Kidnapper")                 |
| 1996  | Du Vent dans les saules (The Wind in the Willows)   | La fille du geôlier               |                                                              |
| 1997  | McLibel!                                            | Helen Steel                       | Minisérie télévisée (1 épisode: Episode 1.1)                 |
| 1997  | Ain't Misbehavin'                                   | Dolly Nightingale                 | Minisérie télévisée (3 épisodes)                             |
| 1998  | Absolutely Fabulous: Absolutely Not!                | Saffron Monsoon                   | Vidéo                                                        |
| 1999  | Doctor Who and the Curse of Fatal Death             | Emma                              | Épisode parodique télévisée TV à l'intention du Comic Relief |
| 1999  | The Flint Street Nativity                           | L'homme sage                      | Téléfilm                                                     |
| 1999  | The Nearly Complete and Utter History of Everything | Catherine Parr                    | Téléfilm                                                     |
| 2000  | Chicken Run                                         | Ginger                            | (voix)                                                       |
| 2000  | Mirrorball                                          | Freda Keill                       | Court métrage télévisé                                       |
| 2000  | Time Gentleman Please (2000-2001)                   | Janet Wilson                      | Série télévisée (21 épisodes)                                |
| 2001  | Venus and Mars                                      | Marie                             |                                                              |
| 2001  | Jonathan Creek (2001-2004)                          | Carla Borrego                     | Série télévisée (7 épisodes)                                 |
| 2002  | Le Rideau final (The Final Curtain)                 | Karen Willet                      | Téléfilm                                                     |
| 2003  | Hornblower: Loyalty                                 | Maria Mason                       | Téléfilm                                                     |
| 2003  | Hornblower: Duty                                    | Maria Mason                       | Téléfilm                                                     |
| 2007  | Cranford                                            | Jessie Brown                      | Série télévisée (5 épisodes)                                 |
| 2008  | Lark Rise to Candleford (2008-2010)                 | Dorcas Lane                       | Série télévisée (34 épisodes)                                |
| 2014  | Remember Me (2014-)                                 | Jan Ward                          | Série télévisée                                              |
| 2016  | Absolutely Fabulous : le film                       | Saffron « Saffy » Monsoon         |                                                              |